# Ae
Ae występuje między innymi w łacinie i odpowiada współcześnie wymowie /e/, w łacinie klasycznej zbliżone do niemieckiego ei, a w archaicznej /aj/. Bywa też zastępowane ligaturą æ. W języku niemieckim zastępuje ä przy braku odpowiednich czcionek i/lub klawiatury. Ponadto łacińskiemu ae odpowiada niemieckie ä.